# SWF
Az SWF vektorgrafikus fájlformátum (SWF = ShockWave File), melyet eredetileg a Macromedia cég készített webes alkalmazásokra, de önállóan is megtekinthető. Eredeti neve „Macromedia Flash” volt. Az ilyen formátumú filmeknek két részük van: vektorgrafikus objektumok és képek. Az újabb változatokban már hangot is lehet használni, és a végfelhasználóval interaktívan kommunikálni.
Az eredeti elképzelés az volt, hogy olyan médiaformátumot hozzanak létre, melyet többféle rendszeren, akár lassabb gépekkel vagy modemes kapcsolattal is magas minőségben lehet lejátszani.
Ezek a fájlok beágyazhatók bármilyen weblapba, viszont speciális megjelenítőt igényelnek. Ennek ellenére egyre szélesebb körben terjed ez a technológia, és sokan a jövő webdesign alapeszközének tartják.